# Sadd-e Enḩerāfī-ye Zīārān
Sadd-e Enḩerāfī-ye Zīārān (persiska: سد انحرافی زیاران) är en dammbyggnad i Ziaran, Iran.   Den ligger i provinsen Qazvin, i den nordvästra delen av landet, 90 km nordväst om huvudstaden Teheran. Sadd-e Enḩerāfī-ye Zīārān ligger 1 437 meter över havet. Det är nära till byn Zīārān. Den hade 7,103 invånare, år 2014.
Terrängen runt Sadd-e Enḩerāfī-ye Zīārān är varierad. Runt Sadd-e Enḩerāfī-ye Zīārān är det ganska tätbefolkat, med 104 invånare per kvadratkilometer. Närmaste större samhälle är Naz̧arābād, 19,0 km sydost om Sadd-e Enḩerāfī-ye Zīārān. Trakten runt Sadd-e Enḩerāfī-ye Zīārān består i huvudsak av gräsmarker.